# 劳斯莱斯汽车
勞斯萊斯汽車有限公司（英語：Rolls-Royce Motor Cars Ltd.）是英國一家豪華汽車製造商，為BMW的全資子公司。寶馬從大众集团取得「勞斯萊斯」品牌及標誌使用權後，於1998年成立勞斯萊斯汽車有限公司，並由2003年起成為勞斯萊斯汽車的唯一製造商。勞斯萊斯汽車起源于1906年由亨利·罗伊斯（Henry Royce）和查尔斯·罗尔斯（Charles Rolls）创建的勞斯萊斯有限公司。

## 历史

### 獨立時代
1884年，亨利·罗伊斯开始经营电子类与机械类生意。1904年，他在他的曼彻斯特工厂制造了自己的第一辆汽车“Royce”。同年5月4日，他被引见给了查尔斯·罗尔斯，于是两人达成一个协议，由罗伊斯负责生产汽车，罗尔斯则负责销售。同时合同中还有一个条款规定新车命名为“罗尔斯·罗伊斯”。公司于1906年3月15日成立，并于1908年迁至德比。

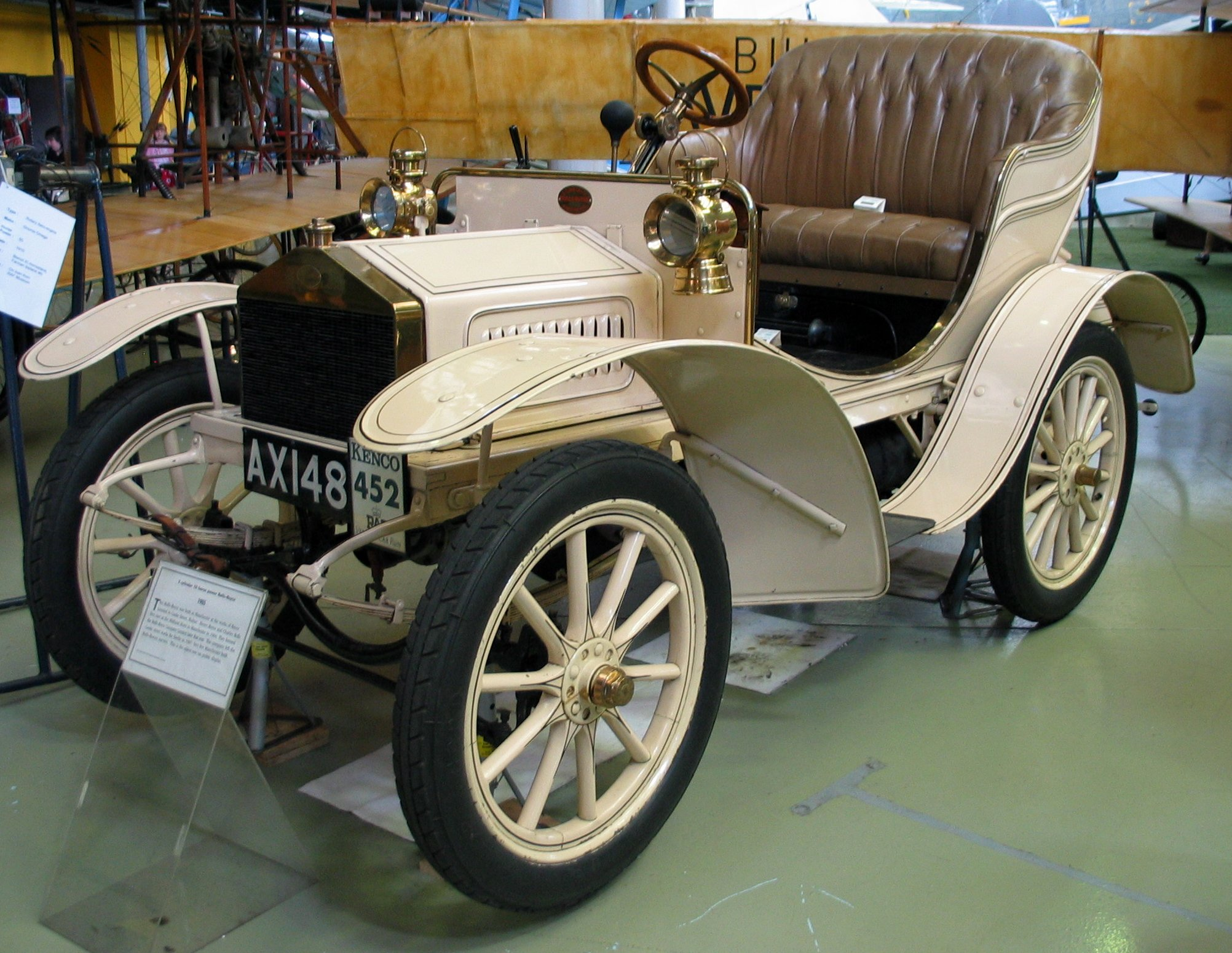
1905年劳斯莱斯

银魅（Silver Ghost，1906年 - 1925年）为公司带来了极大的赞誉。它使用六缸发动机，共生产了6173辆。1921年，公司第二家工厂在美国马萨诸塞州春田城开张，以满足当地的销售需求。共有1701辆“春田鬼魅（Springfield Ghosts）”在那里生产。1931年，工厂在运转了10年之后关闭。在银魅的底盘基础上生产出了英国第一辆装甲车并装备到了第二次世界大战之中。
1931年，劳斯莱斯收购了其在大萧条中陷入财政困难的对手宾利。从此直到2002年，除了水箱栅格和一些小细节，宾利和劳斯莱斯没有什么区别。
1914年，公司第一款航空发动机鹰（Eagle）推出。在第一次世界大战中，约一半的盟军飞机使用的是劳斯莱斯的航空发动机。至1920年代末，航空发动机成为劳斯莱斯最主要的业务。
亨利·罗尔斯最后的设计灰背隼（Merlin）式航空发动机于1935年推出，虽然罗尔斯已经在1933年去世。这款发动机由R发动机发展而来，1931年，装有该款发动机的水上飞机以几乎每小时400英里的速度打破了纪录。灰背隼式航空发动机是一款动力强劲的V12发动机，在第二次世界大战中它被安装在了许多飞机上：飓风式战斗机、喷火式战斗机、蚊式轰炸机（双引擎）、兰开斯特式轰炸机（四引擎）、威灵顿式轰炸机（双引擎）。它也使美国的P-51野马式战斗机成为当时最为成功的战斗机。灰背隼式航空发动机一共生产了超过160,000台。
1946年，劳斯莱斯和宾利的生产工厂都搬到了克鲁（Crewe）。1959年，位于伦敦的Mulliner Park Ward开始为劳斯莱斯生产车身。
第二次世界大战之后，劳斯莱斯在燃气涡轮发动机的设计和制造方面取得重大的进步。“达特”和“泰恩”涡轮螺旋桨飞机引擎成为缩短洲际航线飞行时间的重要因素。达特引擎装备在Argosy，Avro 748，友谊，哈罗德子爵等型号的飞机上，而更强劲的泰恩则装备在亚特兰大，Transall，先锋等型号的飞机以及SRN-4型气垫船上。现在大部分这类飞机还能够正常飞行。
在这些期间的喷气机引擎中，劳斯莱斯的RB163 Spey装备在三叉戟，BAC 1-11，格鲁曼湾流II和福克F28飞机上。
在50年代末期和60年代，这是英国航空发动机制造业的黄金时期，在1966年劳斯莱斯公司与布里斯托尔希德莱公司合并后达到了高峰。（布里斯托尔希德莱是阿姆斯特朗-希德来公司与布里斯托尔公司在1959年合并后成立的）。布里斯托尔公司的主要工厂在临近布里斯托尔的菲尔顿，长项是制造军用飞机引擎，它生产过用于协和式飞机的奥林匹斯式引擎。

### 維克斯時代

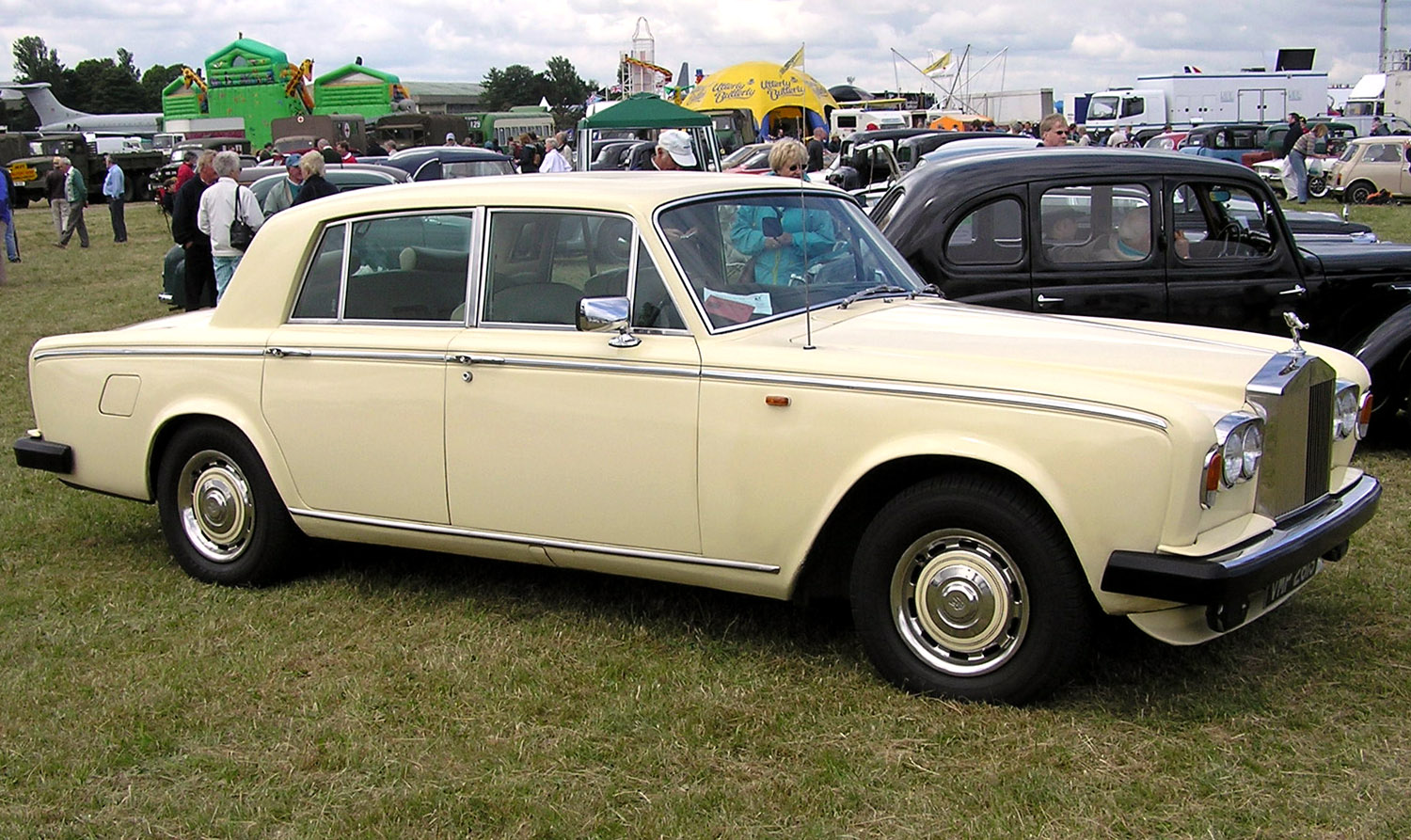
1977年劳斯莱斯银影II

由于研发新型的RB211型扇涡轮引擎，公司陷入严重的财政问题。导致公司在1971年被希思政府实行国有化，国家提供了一系列的财政补助（这还影响了当时技术先进的洛可希德三星公司无法继续在航空业市场上领先，而被其竞争者道格拉斯公司推出的DC-10型飞机击败）。在1973年，汽车业务被公司剥离，成立了单独的实体公司—劳斯莱斯汽车公司。主要的航空航海发动机业务仍属国有，直到1987年，被劳斯莱斯PLC成功私有化。这也是当时撒切尔政府众多的私有化改革之一。
1980年，劳斯莱斯汽车被武器公司Vickers收购。一年之后，劳斯莱斯股份公司也被Vickers以5.76亿英镑收购。
现在，劳斯莱斯的发动机仍然为世界上众多的民用和军用飞机使用。公司在降低引擎噪音和污染物排放、参与国际法规设立以保护社会环境等方面积极有效的发挥着作用。

### 大众与BMW之争
1998年，Vickers决定出售劳斯莱斯汽车业务。尽管大众集团出价达到4.3亿英镑，远高于BMW3.4亿英镑的出价，但最终胜出的还是BMW，BMW汽车多年来一直为劳斯莱斯和宾利汽车提供发动机和其他部件。
这还远不是故事的结局。制造航空发动机的劳斯莱斯股份公司决定将劳斯莱斯的品牌授权給BMW而不是大众，它与BMW近来有很多业务往来。BMW买下了“飞天女神”车标和水箱格栅（鬼面罩）的使用权，但是却没有办法制造“劳斯莱斯”品牌的汽车。同样，大众没有车标和水箱格栅的使用权。BMW用4千万英镑买了劳斯莱斯的汽车名以及"RR"的商标。很多评论认为这是整个交易中最有价值的精华财产。大众的说法是他们只是想要宾利。
最终BMW和大众达成了一个协议。从1998到2002年，BMW将继续提供汽车引擎，而且允許大众使用劳斯莱斯这个品牌直至2003年1月1日。从此之后，只有BMW才能生产“劳斯莱斯”的汽车，而香港代理权也由原本的英之杰和大昌行转往森那美，並把亞洲總部遷入土瓜灣宝马總店，但是BMW入主前生產的劳斯莱斯車型，維修服務則由大昌行和宾利在香港的第二家代理商錦龍汽車負責而非森那美。大众买下的劳斯莱斯/宾利汽车部门只生产“宾利”牌汽车。劳斯莱斯的可开蓬轿车、Cornniche轿车从2002年起停产。
BMW汽车的管理层在2005年5月8日宣布，劳斯莱斯汽车的销量在6个月中下降了26%，如果继续保持这样的状况，BMW将考虑出售劳斯莱斯汽车公司。但隨著Ghost和Wraith的投產來吸引年輕一輩的買家，劳斯莱斯汽车的销量得以回升。

## 產品

### 1904-1939年的劳斯莱斯汽车
- 1904-1906 10hp
- 1905-1905 15hp
- 1905-1908 20hp
- 1905-1906 30hp
- 1905-1906 Legalimit
- 1906-1925 40/50银鬼
- 1914-1944 勞斯萊斯裝甲車
- 1922-1929 20hp
- 1925-1929 40/50幻影
- 1929-1936 20/25
- 1929-1935 幻影II
- 1936-1938 25/30
- 1936-1939 幻影III
- 1939-1939 银鬼

宾利汽车型号（从1933年起）

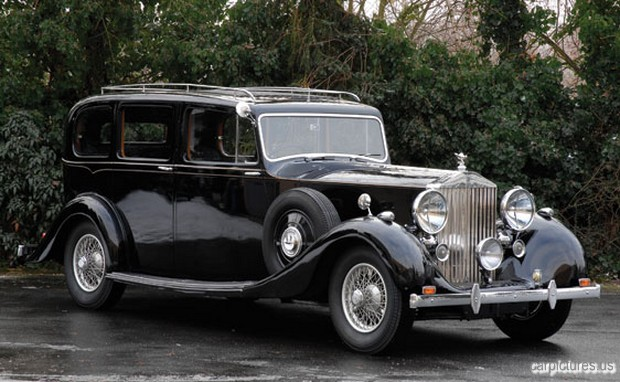
银鬼（1938）

- 1933-1937 Bentley 3½L
- 1936-1939 Bentley 4¼L
- 1940-1940 Bentley 4¼L Mk V

### 1945-1998年的劳斯莱斯汽车
这一时期的主要车型：
- 1949-1955 银鬼
- 1949-1955 银晓
- 1950-1956 幻影IV
- 1955-1966 银云
- 1959-1968 幻影V

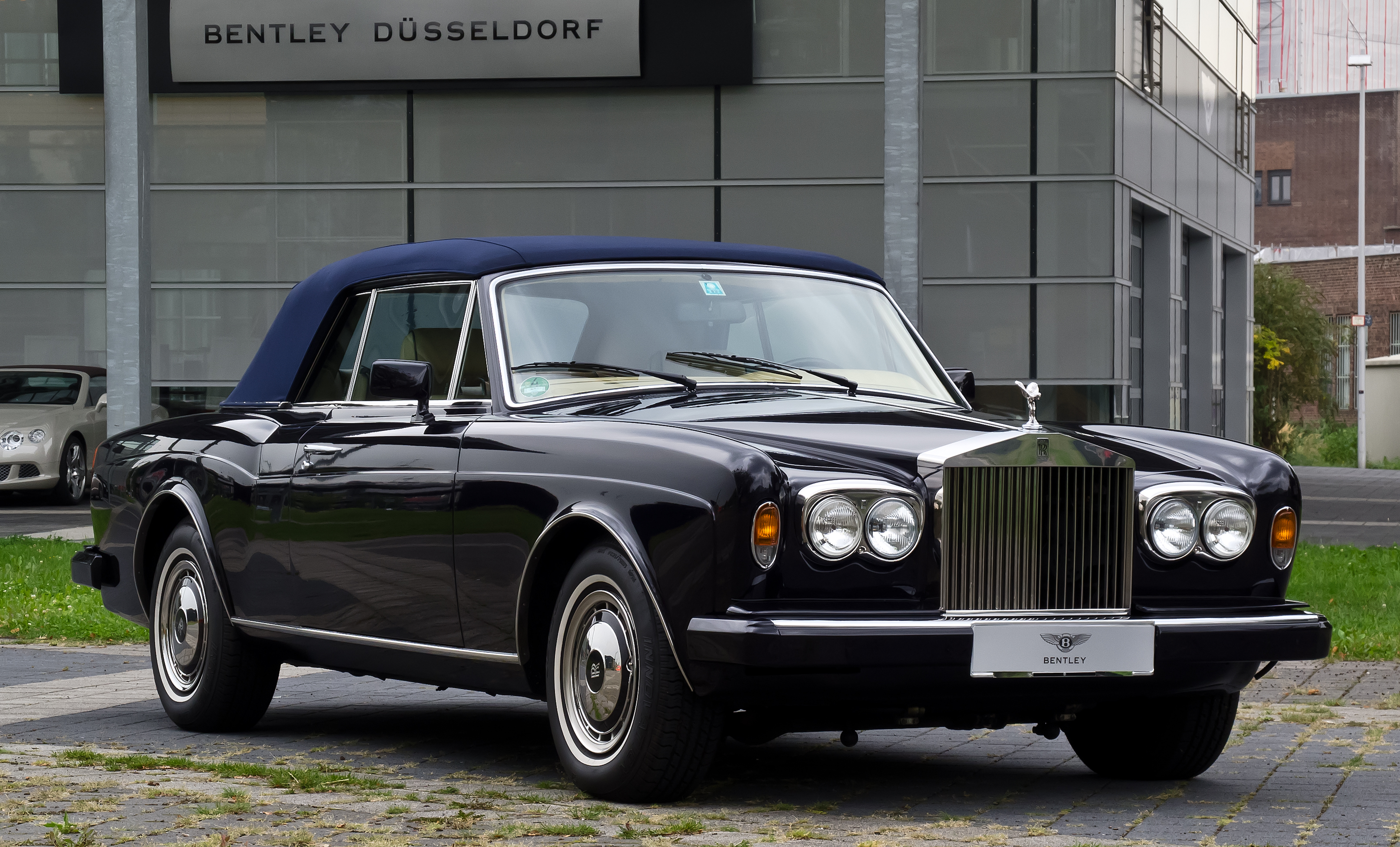
Corniche

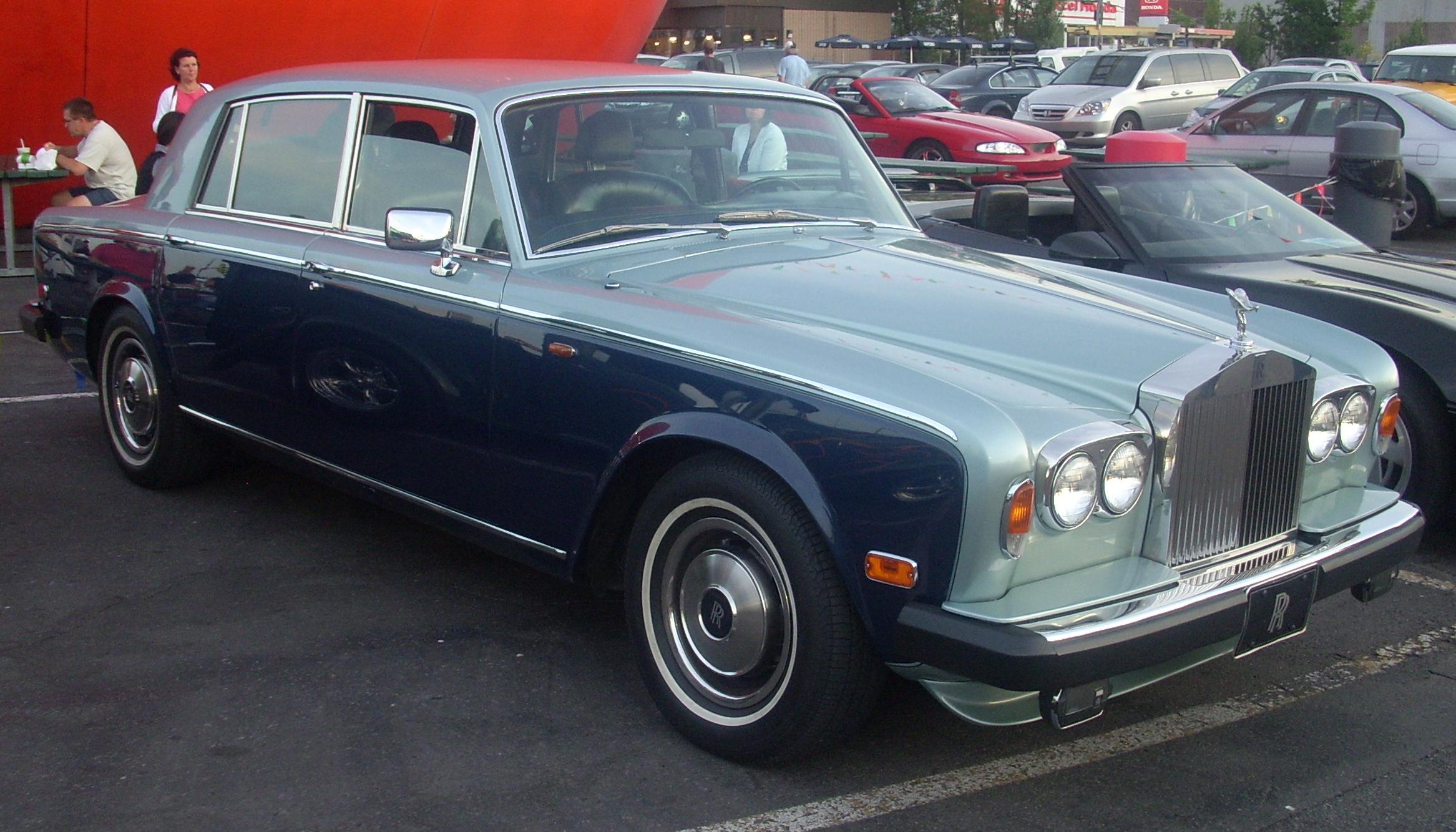
银鬼

- 1965-1980 银影—第一辆单机横造底盘的劳斯莱斯；使用6.23升V8发动机，后期升级到6.75升;设计与宾利T系列相同。
- 1968-1991 幻影VI
- 1971-1996 Corniche
- 1975-1986 Camargue，由宾尼法立纳设计车身。
- 1980-1998 银鬼/银刺/银晓—与宾利Mulsanne设计相同

大部分宾利汽车与上述汽车同时制造。宾利的“欧陆”两门跑车（在50年代中期到60年代中期投产）是劳斯莱斯所没有的独特型号。劳斯莱斯幻影豪华版汽车也在同期生产。

### 1998年之后的劳斯莱斯汽车

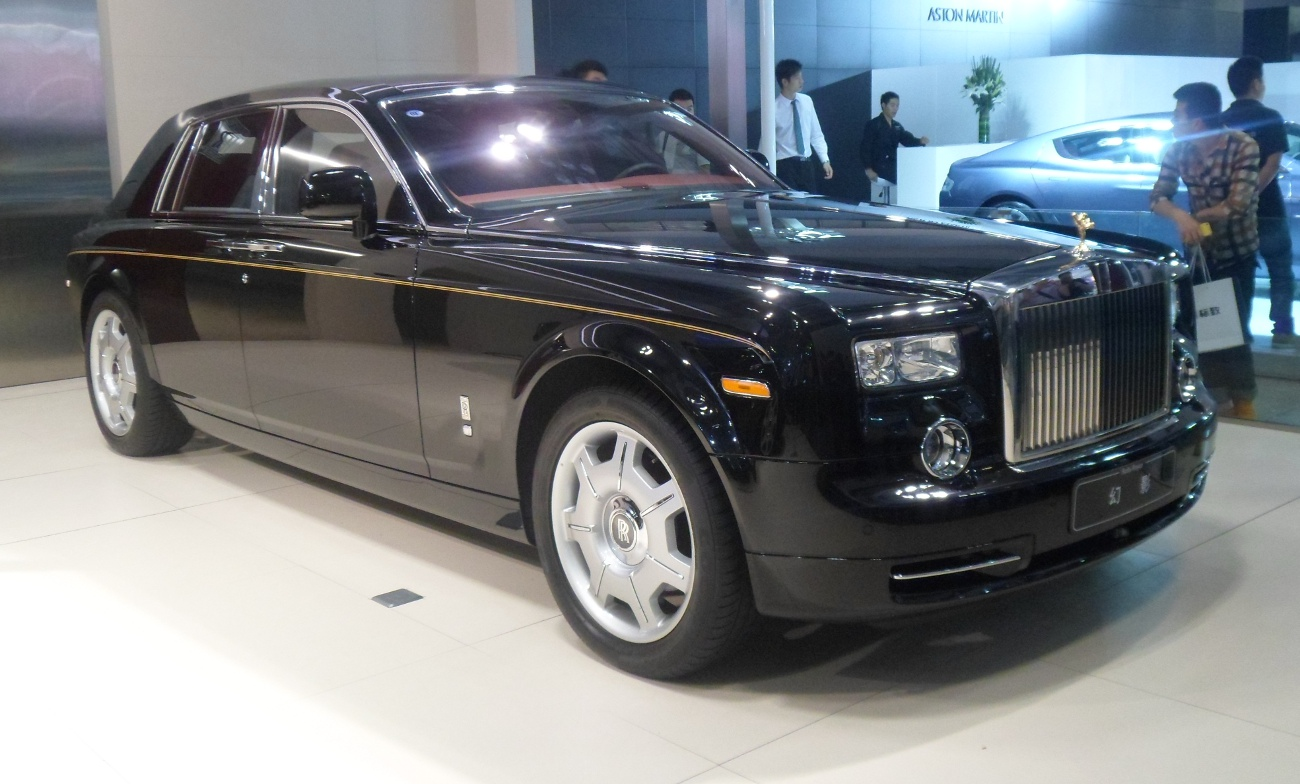
劳斯莱斯幻影

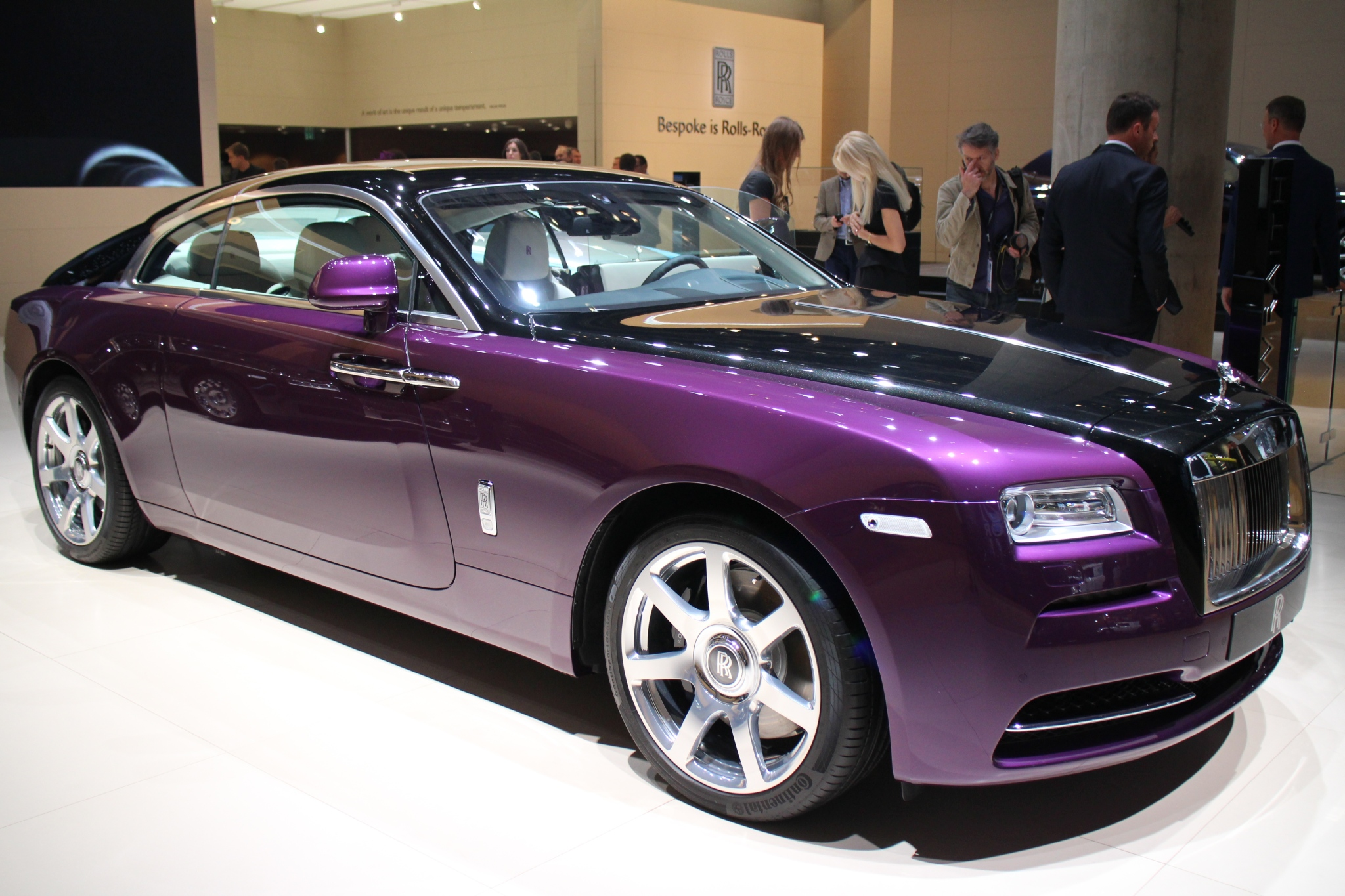
银鬼（2013）

- 1998-2002 银天使—与大众的宾利Arnage设计相同。
- 2000-2002 Corniche—这部两门可开蓬跑车与宾利Azure设计相同。在2003年幻影上市前，它是当时最贵的劳斯莱斯汽车。
- 2003 幻影—2003年1月底特律的北美国际汽车展上亮相，它是第一款由劳斯莱斯汽车制造公司，生产的车。由原先的劳斯莱斯公司提供相关技术。这部车使用BMW生产的6.75升V12发动机，但大部分部件都是为这部车度身定制的。大部分部件由英国生产，最终的装配和装潢是在英国的工厂内完成。起价大约25万英镑。备有普通版和加長版可供选择。
- 2010 Ghost

以年輕一輩為對象 
- 2013 Wraith

車體設計用fast back做籃本,2+2座位，假想敵為Bentley continental
引擎為6.6公升V12,624匹馬力,0-100 4.6秒，極速250公里，成為最快的RR
- 2015 Dawn

從Wraith基礎研發，以「黎明」為名
- 2018 库里南

Rolls-Royce首款SUV、首款四輪驅動車型

### 模型

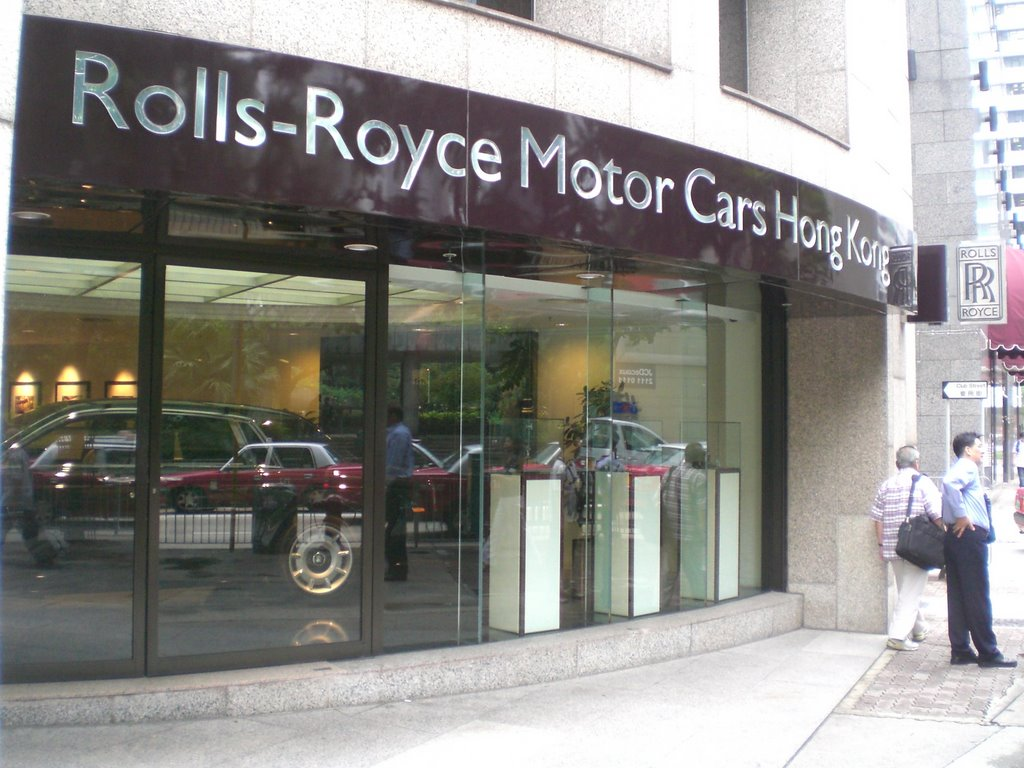
勞斯萊斯汽車在香港的陳列室

- Rolls-Royce 100EX
- Rolls-Royce 101EX
- Rolls Royce Boat Tail (2021) ，是一款基于其前身 Sweptail 定制的概念车。 限量生产三台。[2]

## 流行文化
俗語「...中的勞斯萊斯」常用來形容某件事物是最頂級。